# Akalat ferrugineux
Trichastoma bicolor
Espèce
Statut de conservation UICN

 LC  : Préoccupation mineure
L’Akalat ferrugineux (Trichastoma bicolor) est une espèce de passereau de la famille des Pellorneidae.

## Répartition
Son aire s'étend à travers l'Insulinde.

## Habitat
Il habite les forêts humides tropicales et subtropicales de basse altitude.